# Свен Годвінсон
Свен Годвінсон (англ. Swegen Godƿinson;  бл. 1020 — 1052) — державний діяч англосаксонської Англії.

## Життєпис

### Ерл
Походив з роду Ґодвінсонів. Старший син Ґодвіна, ерла Вессексу, та Ґіти Торкельсдоттір. Народився близько 1020 року.
У 1043 році Свен отримав титул ерла. Під його владою опинилися графства Герефордшир, Оксфордшир, Глостершир, Беркшир і Сомерсет. Основу володінь становили прикордонні з Вельсом англійські землі. Король Едуард Сповідник поставив перед Свеном завдання припинення набігів валлійців. З самого початку свого правління Свен встановив союзні відносини з Гріфіда ап Ллівелін, королем Гвінеда, що прагнув підпорядкувати собі всі валлійські королівства. У 1046 році Свен брав участь у вторгненні Гріфіда до королівства Дехейбарт.

### Вигнання
Після повернення з походу Свен спокусив Едгіфу, абатису Леомінстерського монастиря, і утримував її у себе протягом року. Цей вчинок обурив короля Едуарда, який конфіскував володіння Свена і відправив його у вигнання. Той знайшов притулок в Данії при дворі свого стриєчного брата, короля Свена II. Проте незабаром, вчинивши якийсь злочин, Свен Годвінсон був змушений залишити Данію.
У 1049 році він спробував примиритися з англійським королем Едуардом, а коли це не вдалося, захопив і вбив одного з родичів короля, ерла Беорна. Засудження злочинів Свена було винесено на збори англійської знаті, яка проголосила його нідінгом (людиною без честі). Ця традиція мала скандинавські коріння. Надалі позбавлення титулів за порушення кодексу честі зборами рівних міцно увійшло в структуру англійського феодального права.

### Повернення
Після свого осуду Свен втік до Фландрії. Втім уже в 1050 році під тиском батька Свена — Годвіна — Едуард Сповідник пробачив Свена і повернув йому володіння. Вже 1051 року Свен приєднався до заколоту свого батька проти короля, а після його поразки був змушений знову покинути країну, будучи засудженим на довічне вигнання.
До Англії він вже не повернувся: щоб відмолити свої гріхи, Свен пішки вирушив на прощу до Єрусалима. На зворотному шляху Свен Годвінсон помер. Смерть Свена зробила Гарольда, його молодшого брата, спадкоємцем величезних володінь їх батька і його впливу при дворі.